# 芸濃町椋本

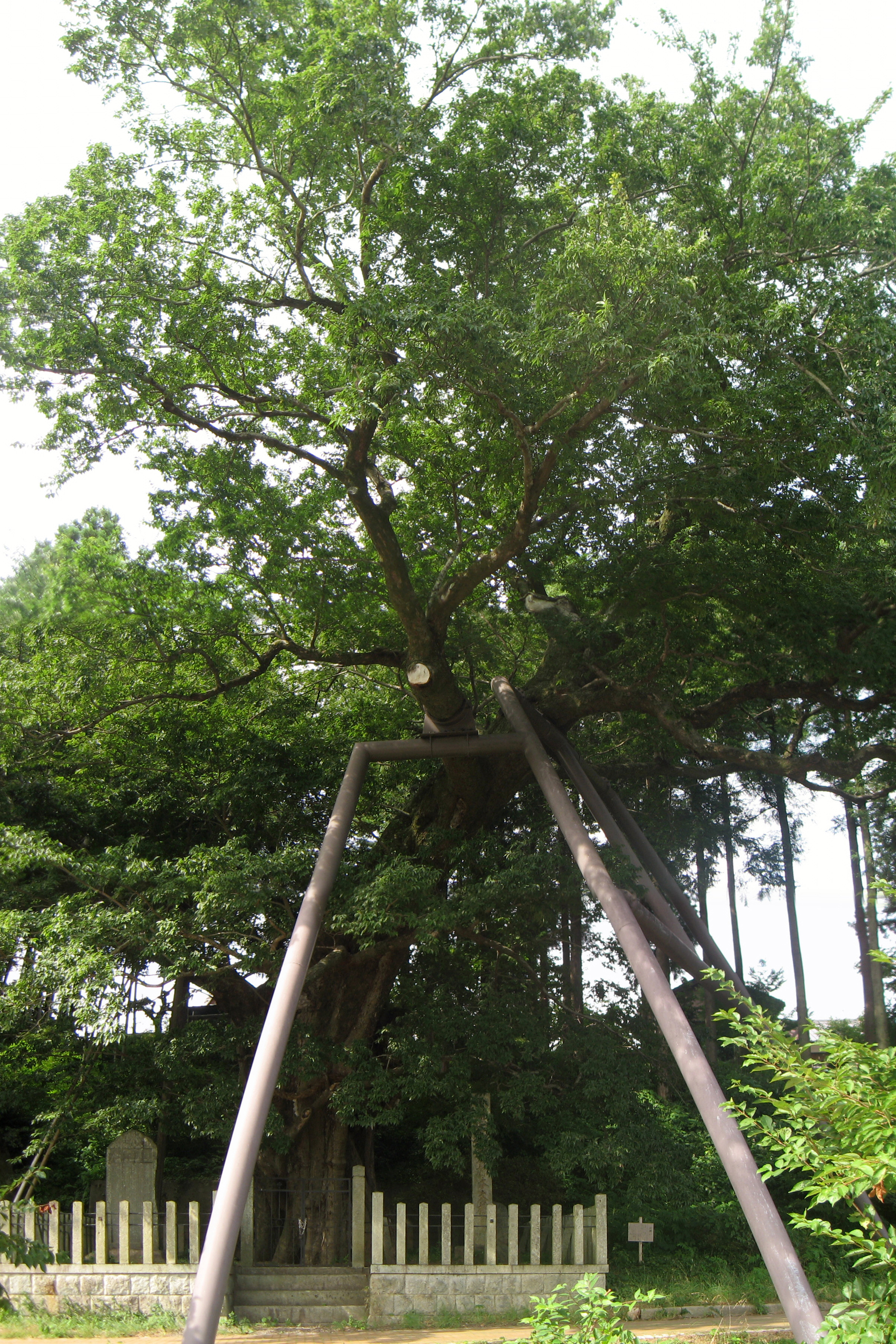
椋本の大ムク

芸濃町椋本（げいのうちょうむくもと）は、三重県津市の町丁。本項ではかつて同区域に存在した河芸郡椋本村（むくもとむら）についても記す。

## 地理
津市の北西部、旧・芸濃町の中心部にあたる。東で高野尾町、南で芸濃町荻野・芸濃町北神山、西で芸濃町多門・芸濃町雲林院・芸濃町忍田・芸濃町中縄、北で芸濃町林および亀山市安知本町・三寺町に接する。南西を安濃川が流れ、南東に伊勢自動車道の芸濃インターチェンジが所在。南東から北西へ三重県道10号津関線が通過、南北を三重県道28号亀山白山線が縦断し、三重県道669号大山田芸濃線が西へ分岐する。

### 河川
- 安濃川
- 志登茂川

### 湖沼
- 横山池
- 三谷池
- 二重池

## 歴史
- 幕末時点では奄芸郡椋本村であった。「旧高旧領取調帳」の記載によると津藩領。
- 明治4年7月14日（1871年8月29日） - 廃藩置県により津県の管轄となる。
- 明治4年11月22日（1872年1月2日） - 第1次府県統合により安濃津県の管轄となる。
- 明治5年3月17日（1872年4月24日） - 安濃津県が改称して三重県となる。
- 1889年（明治22年）4月1日 - 町村制の施行により、近世以来の椋本村が単独で自治体を形成。
- 1896年（明治29年）4月1日 - 椋本村の所属郡が河芸郡に変更。
- 1956年（昭和31年）9月30日 - 椋本村が河芸郡明村・安濃郡安西村・雲林院村・河内村と合併して安芸郡芸濃町が発足し、同町大字椋本となる。
- 2006年（平成18年）1月1日 - 芸濃町が津市・久居市・安芸郡河芸町・美里村・安濃町・一志郡香良洲町・一志町・白山町・美杉村と合併し、改めて津市が発足、同市芸濃町椋本となる。

## 世帯数と人口
2019年（令和元年）6月30日現在の世帯数と人口は以下の通りである。
| 町丁       | 世帯数    | 人口    |
| ---------- | --------- | ------- |
| 芸濃町椋本 | 2,028世帯 | 4,710人 |

### 人口の変遷
国勢調査による人口の推移
| 2010年（平成22年） | 4,298人 | [ 5 ] |  |
| 2015年（平成27年） | 4,460人 | [ 6 ] |  |

### 世帯数の変遷
国勢調査による世帯数の推移
| 2010年（平成22年） | 1,520世帯 | [ 5 ] |  |
| 2015年（平成27年） | 1,666世帯 | [ 6 ] |  |

## 学区
市立小・中学校に通う場合、学区は以下の通りとなる。
| 小学校                          | 中学校           |
| ------------------------------- | ---------------- |
| 津市立明小学校 津市立芸濃小学校 | 津市立芸濃中学校 |

## 交通

### 鉄道路線
かつては安濃鉄道の椋本口駅・椋本駅が所在したが、1944年に休止、1972年に廃止。

### バス
三重交通
- 椋本線
  - 52-0系統：椋本→高野尾→白塚口→津駅前→三重会館→柳山→米津（ラッツ前）→イオン津南ショッピングセンターサンバレー
  - 52-1系統：サンバレー→米津（ラッツ前）→柳山→三重会館→津駅前→白塚口→高野尾→椋本
- 亀山椋本線
  - 55系統：亀山駅前 - 阿野田 - 安知本 - 椋本

津市コミュニティバス
- 芸濃巡回明ルート
  - 芸濃総合文化センター - 林殿町 - 楠原 - 林町 - 西町 - 中町 - 芸濃総合支所 - ショッピングセンター - 芸濃総合文化センター
- 芸濃巡回安西ルート
  - 芸濃総合文化センター - 芸濃総合支所 - 小野平 - 荻野 - ショッピングセンター - 芸濃総合支所 - 中町 - 芸濃総合文化センター
- 芸濃巡回雲林院ルート
  - 芸濃総合文化センター - 市場 - 南山東 - 椋本団地 - 芸濃総合支所 - ショッピングセンター - 中町 - 芸濃総合文化センター
- 芸濃巡回河内ルート
  - 芸濃総合文化センター - ショッピングセンター - 芸濃総合支所 - 中町 - 総合文化センター - 市場 - 落合の郷 - 北畑

### 道路
- 伊勢自動車道
  - 芸濃インターチェンジ
- 三重県道10号津関線
- 三重県道28号亀山白山線
- 三重県道669号大山田芸濃線

## 施設
- 椋本郵便局
- 津市役所芸濃庁舎
- 津市立芸濃中学校
- 津市立芸濃小学校
- 芸濃総合文化センター
  - 芸濃図書館
- 老人ホームげいのう逢春園
- 椋本神社
- 浄源寺
- 存仁寺
- 西方寺
- 佛性寺
- 東日寺
- 光月寺
- 西性寺

## 名所・旧跡・観光スポット・祭事・催事
- 椋本の大ムク（天然記念物）

## その他

### 日本郵便
- 郵便番号 : 514-2211[3]（集配局：椋本郵便局[8]）。